# Francisco Javier Fernández Peláez
Francisco Javier Fernández Peláez (Guadix, 6 de març de 1977) conegut com a Paquillo Fernández, és un atleta andalús especialitzat en els 20 km marxa.
Ha participat en quatre Campionats del Món d'Atletisme, quedant 16è. amb 22 anys a Sevilla 1999, tot obtenint la medalla d'argent als campionats de París 2003, Hèlsinki 2005 i Osaka 2007.
També ha participat en tres Jocs Olímpics, assolint la 7a. plaça a Sydney 2000, la medalla d'argent a Atenes 2004 i quedant 7è. a Pequín 2008.
Va obtenir la millor marca mundial de la disciplina el 28 d'abril de 2002 a Turku (Finlàndia), que es va mantenir fins al 23 d'agost de 2003, quan va ser superada per Jefferson Pérez. Encara es manté com a millor marca d'Espanya.

## Resultats internacionals destacats
| Any  | Competició               | Lloc                  | Posició | Prova    |
| ---- | ------------------------ | --------------------- | ------- | -------- |
| 1996 | Campionat del Món Júnior | Sydney, Austràlia     | 1r      | 10.000 m |
| 1998 | Campionat d'Europa       | Budapest, Hongria     | 3r      | 20 km    |
| 1999 | Campionat del Món        | Sevilla, Espanya      | 15è     | 20 km    |
| 1999 | Copa del Món de Marxa    | Mézidon-Canon, França | 12è     | 20 km    |
| 2008 | Jocs Olímpics            | Sydney, Austràlia     | 7è      | 20 km    |
| 2002 | Campionat d'Europa       | Múnic, Alemanya       | 1r      | 20 km    |
| 2003 | Campionat del Món        | París, França         | 2n      | 20 km    |
| 2004 | Jocs Olímpics            | Atenes, Grècia        | 2n      | 20 km    |
| 2005 | Campionat del Món        | Hèlsinki, Finlàndia   | 2n      | 20 km    |
| 2005 | Jocs del Mediterrani     | Almeria, Espanya      | 1r      | 20 km    |
| 2006 | Campionat d'Europa       | Göteborg, Suècia      | 1r      | 20 km    |
| 2006 | Copa del Món de Marxa    | La Corunya, Espanya   | 1r      | 20 km    |
| 2007 | Campionat del Món        | Osaka, Japó           | 2n      | 20 km    |
| 2000 | Jocs Olímpics            | Pequín, RP Xina       | 7è      | 20 km    |

## Resultas nacionals destacats
- Campió d'Espanya de 20 km en ruta: 1998, 1999, 2000, 2001, 2002, 2003, 2004 i 2007.
- Campió d'Espanya de 10.000m en pista: 2007 i 2008.
- Campió d'Espanya promesa de 10.000m en pista: 1997 i 1999.
- Campió d'Espanya júnior de 10.000m en pista: 1995 i 1996.

## Millors marques
- En pista coberta:

- 5.000 m marxa - 18:24.13 (Belfast, 2007) RN

- En pista:

- 5.000 m marxa - 18:27.34 (Villeneuve-d'Ascq, 2007) RN
- 10.000 m marxa - 37:53.09 (Tenerife, 2008) RM

- En ruta:

- 5 km marxa - 20:03 (Toledo, 2004)
- 10 km marxa - 37:52 (Cracòvia, 2002) RN
- 20 km marxa - 1:17:22 (Turku, 2002) RN
- 30 km marxa - 2:07:35 (Dublín, 2008)

Llegenda: RN=Millor marca Nacional; RM=Millor marca Mundial.

## Honors
- Millor atleta espanyol: 2004, 2005 i 2006.
- Medalla d'Or de la Real Orden del Mérito Deportivo.